# Lacey Mosley
Lacey Nicole Sturm (Daytona Beach, Flórida, 4 de setembro de 1981), antes conhecida pelo nome de solteira Lacey Mosley, Ela é cofundadora,  vocalista e principal compositora da banda de metal alternativo Flyleaf. Ela revelou numa entrevista que as suas principais influências são Nirvana, Metallica e Pantera.

## Biografia
Lacey nasceu em Daytona Beach, Florida tem 5 irmãos e é filha de mãe solteira. A família dela era pobre, ela era ateísta, brigava muito com a sua mãe e experimentou drogas pela primeira vez quando tinha 10 anos de idade.
Quando Lacey tinha 14 anos, ela ganhou um baixo de Natal e começou a tocar canções do Nirvana e do Green Day com seu irmão que tocava guitarra.
Aos 16 anos, ela foi expulsa de casa depois de uma briga com a sua mãe envolvendo a polícia, ela se mudou para a casa dos avós dela em Gulfport. Em Gulfport, ela foi ao colégio e se juntou a uma banda que estava precisando de um baixista. Ela passou a ser vocalista da banda e começou a compor as suas próprias canções.
Naquele mesmo ano, Lacey entrou em depressão e pensava em se suicidar, "Eu perdi o meu namorado, perdi meus irmãos e irmãs, perdi as minhas drogas. Eu realmente senti que era o fim. Então eu decidi me matar no dia seguinte", disse Lacey. Mas a sua avó a convenceu de ir à igreja, e ela tornou-se cristã. "Minha vida mudou totalmente depois disso" afirma Lacey.
Aos 18 anos, Lacey começou a tocar com o baterista James Culpepper. O baixista Pat Seals e os guitarristas Jared Hartmann e Sameer Bhattacharya entraram na banda mais tarde, formando uma banda chamada Passerby. A banda mudou de nome em junho de 2004, passando a se chamar Flyleaf.
Em 2003, ela compôs a canção "Cassie", que fala sobre o Massacre de Columbine e a morte de Cassie Bernall.
Em 2008, a banda fez uma turnê com a banda Seether, mas no final de maio, Lacey Mosley foi hospitalizada por problemas na voz, e tiveram que cancelar os cinco últimos shows da turnê.
Em 2010, ela recebeu duas nomeações ao Grammy Award pelo trabalho dela com o Third Day. A canção "Born Again" foi nomeada nas categorias de "Melhor Canção Gospel" e "Melhor Performance Gospel".

## Saída do Flyleaf e o seu retorno em 2022
Às vésperas do lançamento do novo álbum intitulado "New Horizons”, a banda anunciou a saída da vocalista Lacey por meio do site oficial. A necessidade de maior dedicação na criação do primeiro filho, Joshua “Jack” Lewis Sturm, nascido em abril de 2011, foi apontada como a principal causa de Lacey deixar o grupo. No lugar assume a cantora Kristen May, ex-vocalista da banda Vedera, que se junta a Sameer Bhattacharya, Jared Hartmann, Pat Seals e James Culpepper na turnê de divulgação do álbum "New Horizons”, lançado em 2012.
“Estamos animados com esse novo capítulo da história de Flyleaf e esperamos que nossos fãs nos acompanhem nessa jornada de trazer esperança e inspiração através de nossa música”, diz a mensagem assinada pelo baixista Pat Seals. Lacey também deixou uma mensagem de despedida para os fãs no site do Flyleaf. Ela agradeceu a convivência durante os últimos dez anos junto com o grupo e demonstrou o desejo de que a banda continue e faça voos ainda mais altos. “Estou muito agradecida por recentemente ter me tornado a mãe de uma das maiores bênçãos em minha vida, meu filho Jack. Eu entendo que, pra mim, viver minha vida ao máximo nessa temporada significa deixar de ser a vocalista da Flyleaf”, explicou.
A agora ex-vocalista ainda deu as boas-vindas a Kristen May. “Fico feliz por saber que eles podem fazer o que desejam e que há uma garota bonita e talentosa, de coração aquecido chamada Kristen May para cantar para eles. Por isso vocês poderão ver uma nova Flyleaf nos palcos e apoiar o novo álbum”, escreveu. Na formação da banda desde o ano 2000, Lacey deixou um legado de três álbuns de estúdio gravados com o quarteto masculino, incluindo este “New Horizons”. Além da voz, a cantora era a alma da banda, por isso o clima entre os fãs, além de surpresa, também é de insegurança quanto ao futuro do grupo sem sua principal referência.
No final de 2022, a vocalista Lacey Sturm retorna para a banda para uma série de shows. A banda primeiro atualizou suas redes sociais com uma imagem intitulada “Flyleaf with Lacey Sturm". A reunião foi então confirmada quando a programação do festival inaugural Sick New World em Las Vegas foi anunciada pouco tempo depois.

## Indicações
Ela também recebeu uma nomeação na categoria "Hottest Chick in Metal", no Revolver Golden Gods Awards 2010, mas a vencedora desta categoria foi Maria Brink, vocalista do In This Moment. O evento que anunciou os vencedores aconteceu no dia 8 de abril, no Club Nokia em Los Angeles, e foi televiosionado pela MTV2.

## Vida pessoal
Ela possui algumas tatuagens em seu antebraço esquerdo, sua perna esquerda e na parte de trás do seu ombro esquerdo. Sua tatuagem no antebraço é a palavra "Beulah" de Isaías 62:4, seu pé tem a tatuagem de um cisne e seu ombro mostra a Santíssima Trindade e uma pomba.
Lacey também já foi fotografada com vários versículos da Bíblia, provérbios e citações escritas em seu braço. Mas não são tatuagens, ela escreve em seu braço com um marcador permanente.
Ela se casou no dia 6 de setembro de 2008 com Joshua Sturm, guitarrista da banda Kairos e técnico de guitarra dos Flyleaf. Ela anunciou no Facebook da banda em 15 de novembro de 2010 que estava grávida e seu filho nasceria no começo de 2011.
Joshua "Jack" Lewis Sturm nasceu em 9 de abril de 2011.

## Discografia

### Na banda Flyleaf
- 2005: Flyleaf
- 2009: Memento Mori
- 2012: New Horizons

### Carreira Solo
- 2016: Life Screams
- 2009: Kenotic Metanoia

### Participações
| Canção                        | Artista            | Álbum        |
| ----------------------------- | ------------------ | ------------ |
| "Born Again" e "Run to You"   | Third Day          | Revelation   |
| "Vendetta Black"              | Resident Hero      | The White EP |
| "The Nearness"                | David Crowder Band | Church Music |
| "Youth of the Nation"         | P.O.D.             | Satellite    |
| "Broken Pieces"               | Apocalyptica       | 7th Symphony |
| "Dear Agony - Aurora Version" | Breaking Benjamin  | Aurora       |